# Катарина Константиновић
Катарина Константиновић (1848–1910) била је, по мајци, припадница породице Обреновић, унука Јеврема, рођеног брата кнеза Милоша. Мајка Анка покушала је да уда за кнеза Михаила Обреновића и поред противљења бројних угледних личности из политичког живота Кнежевине Србије. После атентата на кнеза, у коме је живот изгубила и Анка Константиновић, Катарина се удала за генерала Миливоја Петровића Блазнавца, који је био један од намесника (1868—1872) малолетном кнезу Милану, Катаринином брату од стрица. После Блазнавчеве изненадне смрти, Катарине се удала по други пут, овога пута за блиског рођака са мајчине стране Михајла Богићевића Оцику. Са Блазнавцем је имала двоје деце, док је са Богићевићем усвојила Делфу Иванић.

## Породица
Катарина је рођена 1848. као ћерка Александра O. Константиновића (1806—1853) и Анке J. Обреновић (1821—1868), братанице Милоша T. Обреновића, српског кнеза и родоначелника династије Обреновића. Имала је једног брата, пуковника Александра A. Константиновића (преминуо 1914) и полусестру, Симону - Симку (преминула 1915), из ванбрачне везе њене мајке и мајчиног зета са сестром, удовца Јована Германа.

## Кнез Михаило
Понекад, након очеве смрти, 1853. године, Катарина и њена мајка Анка позиване су од стране кнеза Михаила да живе на владарском двору. Септембра 1860. године, он је преузео власт по други пут, пошто је свргнут 1842. након три године владавине. Био је несрећно ожењен мађарском грофицом, Јулијом Хуњади де Кетељ, која није била у стању да рађа децу, развео се од жене 1860, после седам година брака, посебно због тога што је Јулија имала љубавника у то време, грофа Карла фон Аренберга. Срби нису крили своје неповерење према Јулији, због њене католичке вере и мађарског порекла, али када су се, 1867. године, прошириле вести о Михаиловој жељи да ожени своју рођаку (ћерка сестре од стрица), Катарину, обични људи као и политичари и свештеници били су једнако огорчени. Један од најватренијих противника развода био је истакнути српски државник Илија Гарашанин, који је смењен са положаја председника владе 1867. године, између осталог, због своје примедбе на Михаилов развод од Јулије и брак са Катарином. Његова смена довела је до протеста Русије.
Анкина нада да ће Катарина постати кнегиња никада се није обистинила. Кнез Михаило је 10. јуна 1868. био у шетњи Кошутњаком заједно са Катарином, њеном мајком Анком и бабом Томанијом. Кнез Михаило је одмах убијен, Катарина је била само рањена, али је њена мајка, након што се храбро борила са својим наоружаних нападачем, такође убијена. Баба Томанија је прошла неозлеђено.

## Бракови и каснији живот
Те исте године, 1868, двадесетогодишња Катарина, удала се за генерала Миливоја Петровића Блазнавца (1824—1873), који је био Михаилов војни министар и који је одиграо важну улогу у проглашењу четрнаестогодишњег Милана, Катарининог брата од ујака, за новог кнеза. Генерал, који је деловао као један од Миланових намесника, био је 24 године старији од Катарине и заједно су имали сина, Војислава (1869–1935) и ћерку, Милицу, која је преминула као дете. Ако су гласине, да је Миливој Блазнавац био ванбрачни син кнеза Милоша, биле тачне, удала се за мајчиног брата од стрица.
Каснијих година, када је кнез Милан већ био краљ Србије, она је била прва дама суда, због његовог развода од своје супруге Наталије.
Генерал Блазнавац је умро у априлу 1873. године, а она се преудала за свог рођака (мајчин брат од ујака), Михаила Богићевића Оцику (1843–1899). Напустили су Србију и живели су номадски начин живота, живећи у различитим местима у Аустроугарској. Међутим, касније су се вратили у Београд, где је он службовао као мајор од 4. априла 1886. године до 4. фебруара 1887. године.
Заљубила се у пријатеља свог сина Војислава, који је био осамнаест година млађи од ње. Затим је оставила свог мужа због свог младог љубавника, а финансијску помоћ је примала од свог сина, као и од своје богате полусестре, Симке, која је била супруга румунског политичара Александра Лаховарија (1841–1897). У то време Симка Лаховари је службовала као дворска дама краљице Елизабете Румунске.
Катарина је преминула 27. (14) октобра 1910. године у Нишу, где је њен син Војислав био стациониран као војно лице, сахрањена је у Београду. Њен син Војислав је преминуо 1935. године у Београду, где је и сахрањен.